# Torre Calsina
La Torre Calsina és una torre del municipi de Roses (Alt Empordà) protegida com a bé cultural d'interès local.

## Descripció
Situada a l'oest del nucli urbà, dins una finca que forma cantonada entre el carrer Francesc Eiximenis i Joanot Martorell. Es tracta d'una torre de planta circular atalussada a la que, modernament, se li va adossar un edifici de planta irregular que presenta un aspecte de ruïna i abandonament total. La torre presenta el parament de la planta baixa bastit amb pedra sense treballar, lligada amb morter de calç. En canvi, la planta pis està bastida amb maons i arrebossada, probablement refeta posteriorment. Les obertures són rectangulars. A la planta baixa s'ubica la porta, orientada a llevant, i al primer pis, dues finestres.

## Història
L'any 1543, Roses pateix un greu atac per part dels pirates i això fa que l'emperador Carles I doni el permís per a la construcció de la Ciutadella. El 1554, el futur rei Felip II ordena la construcció de dues torres fora del recinte de la Ciutadella, però immediatament adjacents a ella, que van substituir les dues enderrocades pels temporals de 1421. Aquestes torres, avui conegudes amb els noms de Torre Calsina i Torre Quimeta, van transformar-se en molins de vent, tal com apareixen en un gravat francès de 1693. Tot i això, sabem que durant el setge a la Ciutadella per part de les tropes franceses durant la Guerra Gran (1793-1795), es va instal·lar en aquest lloc una bateria que s'anomenava "de los Molinos". A principis del segle XX es van adequar com habitatges.
El 27 de maig de 2002 van rebre la protecció de BCIL després d'haver estat a punt de desaparèixer per tal de fer nous edificis. La comissió Territorial de Girona creu que són dos elements importants pel coneixement del funcionament de la ciutadella i insta a l'ajuntament a la seva protecció.